# Litoria papua
Espèce
Synonymes
- Hyla papua Van Kampen, 1909

"Litoria" papua est une espèce d'amphibiens de la famille des Pelodryadidae de Nouvelle-Guinée dont la position taxonomique est incertaine (Incertae sedis).

## Répartition
Cette espèce a été découverte dans le bassin du fleuve Lorentz dans la province de Papouasie en Indonésie.

## Taxinomie
- Litoria papua (Boulenger, 1897) est synonyme de Nyctimystes papua (Boulenger, 1897).

## Publication originale
- Van Kampen, 1909 : Die Amphibienfauna von Neu-Guinea, nach der Ausbeute der niederlänischen Süd-Neu-Guinea Expeditionen von 1904-1905 und 1907. Nova Guinea, vol. 9, p. 31-49 (texte intégral).